# Vålberg
Vålberg – miejscowość (tätort) w Szwecji, w regionie administracyjnym (län) Värmland, w gminie Karlstad.
Według danych Szwedzkiego Urzędu Statystycznego liczba ludności wyniosła: 2848 (31 grudnia 2015), 2779 (31 grudnia 2018) i 2736 (31 grudnia 2019).